# Campeonato Nacional de Fútbol Femenino de Portugal 2000-01
El Campeonato Nacional de Fútbol Femenino de Portugal 2000-01 fue la 16.ª edición de la máxima división de la liga femenina de fútbol de Portugal. 
El Gatões FC se convirtió en el primer equipo portugués en participar en la nueva UEFA Women's Cup al ganar la última de sus tres ligas. El SU 1º de Dezembro, vigente campeón, acabó empatado a puntos pero con peor goal average.

## Primera fase
| Pos. | SERIE A        | Ptos. |  | Pos. | SERIE B       | Ptos. |  | Pos. | SERIE C        | Ptos. | Leyenda                           |
| ---- | -------------- | ----- |  | ---- | ------------- | ----- |  | ---- | -------------- | ----- | --------------------------------- |
| 1º   | Gatões         | 30    |  | 1º   | Escola        | 26    |  | 1º   | 1º de Dezembro | 30    | Clasificados para la segunda fase |
| 2º   | Boavista       | 22    |  | 2º   | Cadima        | 20    |  | 2º   | Benfica        | 24    | Clasificados para la segunda fase |
| 3º   | Várzea         | 15    |  | 3º   | Avanca        | 13    |  | 3º   | Bairro Nossa   | 16    |                                   |
| 4º   | Vinhós         | 12    |  | 4º   | U. Coimbra    | 11    |  | 4º   | Beira-Mar      | 11    |                                   |
| 5º   | Belinho        | 7     |  | 5º   | Albergaria    | 8     |  | 5º   | Canaviais      | 6     |                                   |
| 6º   | Vilar Pinheiro | 0     |  | 6º   | Vasco da Gama | 6     |  | 6º   | Ponte Frielas  | 1     |                                   |

## Segunda fase
| Pos. | Equipos           | Ptos. | Leyenda                                      |
| ---- | ----------------- | ----- | -------------------------------------------- |
| 1º   | Gatões            | 25    | Clasificado para la UEFA Women's Cup 2001-02 |
| 2º   | SU 1º de Dezembro | 25    |                                              |
| 3º   | Boavista          | 15    |                                              |
| 4º   | Benfica           | 12    |                                              |
| 5º   | Escola            | 4     |                                              |
| 6º   | Cadima            | 1     |                                              |